# Hegedűverseny No. 1 (Mozart)
Wolfgang Amadeus Mozart 1., B-dúr hegedűversenye (K. 207) az eredeti feltételezések szerint 1775-ben keletkezett (Mozart ekkor 19 éves volt, és a mű talán április 14-ére datálható), a többi teljesen autentikus hegedűversennyel együtt. De a papír és a kézirat vizsgálása során arra jutottak, hogy a koncert talán 1773 körül keletkezett, Salzburgban.
A versenymű igen sok briliánsan előadható, rohanó tizenhatodokkal teletűzdelt futamot tartalmaz, amelyek általában „kicsattannak” a jókedvtől.

## Tételek
A hegedűversenynek a szokásos háromtételes, gyors-lassú-gyors felépítése van. Mindhárom tétel szonátaformájú.

### Allegro Moderato
A zenekari bevezetés is szigorúan a szonátaforma uralma alatt áll, nem hagyja magát a szólóhangszertől befolyásolni, mert mielőtt szót adna neki, minden jelentős gondolatot felvet. Jól megfigyelhető benne a témákból építkező és ezzel szembeállítva az inkább díszítő funkciójú figurális szakaszok szinte ötletszerű váltakozása. Ennek a műnek is – Mozart többi hegedűversenyéhez hasonlóan – a dallamossága legnagyobb „vonzerje”.

### Adagio
Mozart a lassú tételben alaposan kihasználja a kürtök és az oboák sajátosan hangulatteremtő hatását.

### Presto
A második tétel éneklő, visszafogottan érzelmes dallami ötletessége egészen más színt ölt a zárótételben, ahol cseppet sem kevésbé invenciózus, de inkább örömteli, sőt győzelmes hangulatú témák sorakoznak fel.

## Egyebek
A B-dúr Rondo Concertante (K. 269) hegedűre és zenekarra, szintén szorosan kapcsolódik ehhez a versenyműhöz, eredetileg ugyanis egy alternatív utolsó tételnek készült ehhez a koncerthez Antonio Brunetti, az épp akkor salzburgi hegedűs javaslata nyomán.
A mű hangszerelése: szóló/2 oboa/2 kürt/vonóskar – hegedűk, mélyhegedűk, csellók, nagybőgők.